# Араруама
Араруама (порт. Araruama) — муниципалитет в Бразилии, входит в штат Рио-де-Жанейро. Составная часть мезорегиона Байшадас-Литоранеас. Входит в экономико-статистический микрорегион Лагус. Население составляет 98 268 человек на 2007 год. Занимает площадь 633,795 км². Плотность населения — 155,1 чел./км².

## История
Город основан 6 февраля 1860 года.

## Статистика
- Валовой внутренний продукт на 2003 год составляет 540 725 715,00 реалов (данные: Бразильский институт географии и статистики).
- Валовой внутренний продукт на душу населения на 2003 год составляет 5857,21 реалов (данные: Бразильский институт географии и статистики).
- Индекс развития человеческого потенциала на 2000 год составляет 0,756 (данные: Программа развития ООН).

## География
Климат местности: тропический.